# Acraea natalensis
Acraea natalensis är en fjärilsart som beskrevs av Otto Staudinger 1896. Acraea natalensis ingår i släktet Acraea och familjen praktfjärilar. Inga underarter finns listade i Catalogue of Life.